# ネグロス島地方
ネグロス島地方（ネグロスとうちほう、英語: Negros Island Region 略称NIR、ヒリガイノン語（イロンゴ語）：Rehiyon sang Pulo sang Negros、セブアノ語: Rehiyon sa Pulo sa Negros、フィリピン語: Rehiyon ng Pulo ng Negros）は、フィリピン共和国ビサヤ諸島の地方。西ネグロス州、東ネグロス州、シキホル州の3州から成る。人口は約476万人（2020年国勢調査）。
地方番号は18で、同国で最も新しい地方である。2015年に創設され、2017年に一旦廃止されたが、2024年に復活した。

## 歴史

### 第一次ネグロス島地方（2015-2017）

ネグロス島地方（2015年-2017年）

ネグロス島地方はベニグノ・アキノ3世の大統領令183によって2015年5月29日に初めて作成された。領域はネグロス島全域であり、島を分割・管轄していた西ビサヤ地方の西ネグロス州と中部ビサヤ地方の東ネグロス州がネグロス島地方へ移籍する形となった。首府は一時的に双方の州都であるバコロドとドゥマゲテとされ、3年後に恒久的な首都へ移る予定だった。
だがアキノの後任であるロドリゴ・ドゥテルテは予算上の問題からネグロス島地方の存廃について議論を行い、2016年10月3日に廃止を閣議決定した。この閣議決定については住民からの反発があったものの、2017年の予算案から外された。2017年8月7日、ドゥテルテは地方を廃止する大統領令38に署名し、同月9日にネグロス島地方は消滅、構成体であった東西ネグロス州はそれぞれ前に所属していた地方へ復帰した。

### 第二次ネグロス島地方（2024-）
2020年よりネグロス島地方の再建について議論されるようになり、2022年にネグロス島地方創設を求める法案が提出された。翌年、ネグロス島に文化的に近いとされるシキホル島を加えた同様の法案が提出され、3月6日に下院が承認した。2024年3月12日、上院は「ネグロス島地方法」を承認した。6月13日、ボンボン・マルコス大統領が法案に署名し、ネグロス島地方は復活した。予算および立法府に当たる地方開発評議会の準備の関係上、行政地方として機能するのは2025年以降と見られている。
地方名にシキホル島の名前が無いことから、シキホル州のサンフアン市長はネグロス島＝シキホル地方（Negros Island-Siquijor Administrative Region (NISAR)）への改名を提案している。

## 下位行政区画

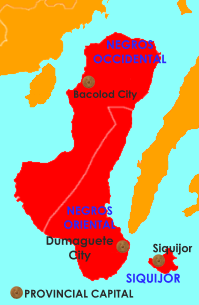
ネグロス島地方の行政区画（2024年以降）

2024年以降、ネグロス島地方は3州（Province）と1つの高度都市化市（Highly Urbanized City）によって成り立つ。それまで西ネグロス州は西ビサヤ地方、東ネグロス州とシキホル州は中部ビサヤ地方に所属していた。
2015年から2017年までのネグロス島地方にはシキホル州が含まれず、2州と1市から成り立っていた。
- 西ネグロス州（ネグロス・オクシデンタル州, Province of Negros Occidental）
  - バコロド市（City of Bacolod）
- 東ネグロス州（ネグロス・オリエンタル州, Province of Negros Oriental）
- シキホル州（Province of Siquijor）